# Kuga Katsunan
Kuga Katsunan (Hirosaki, Aomori, 30 novembre 1857 – Kamakura, Kanagawa, 2 settembre 1907) è stato un giornalista giapponese.

## Biografia
Kuga nacque a Hirosaki, nella provincia di Mutsu (l'attuale prefettura di Aomori ) dal medico ufficiale del Nambu daimyō del Dominio di Hirosaki. Frequentò la scuola normale Miyagi nella prefettura di Miyagi, ma fu costretto ad abbandonarla a causa del comportamento abusivo del suo preside, originario della provincia di Satsuma . Questo segnò l'inizio dell'opposizione di Kuga per tutta la vita al sistema hanbatsu e al dominio del governo Meiji da parte dei nativi degli ex domini Satsuma e Chōshū . Dopo aver lasciato Miyagi, si iscrisse alla facoltà di giurisprudenza del Ministero di Giustizia. Tuttavia, non riuscì a laurearsi, poiché fu espulso insieme a Hara Takashi per una protesta studentesca contro la politica di vitto e alloggio della scuola.
Dopo un breve periodo a Hokkaidō, Kuga tornò a Tokyo per studiare la lingua francese. Nel 1883, iniziò a lavorare presso l'Ufficio Documentazione del Gran Consiglio (Dajōkan) dove conobbe Inoue Kaoru. Dopo la fondazione del sistema dei gabinetti nel 1885, divenne capo sezione di redazione presso l'ufficio del Gabinetto della Gazzetta. Nel 1885, Kuga tradusse in giapponese alcune opere del filosofo politico conservatore francese Joseph de Maistre. Durante questo periodo, la stessa filosofia politica di Kuga tendeva all'opposizione verso il programma di europeizzazione del governo come incarnato dal Rokumeikan, respingendo l'attuale tendenza verso l'adulazione cieca di tutte le cose occidentali e il rifiuto della storia giapponese e dei valori morali giapponesi. Si dimise dal suo incarico di governo nel 1888.

Nell'aprile del 1888, Kuga decise di pubblicare un giornale chiamato Tokyo Denpō (東京電報?, Tokyo Telegraph) , ma a causa della confusione dei lettori con l'analogo giornale commerciale Shōgyō Denpō (商業電報?, Industrial Telegraph), nel 1889 cambiò lo rinominò più semplicemente in Nippon (日本?, Japan) . Il giornale era una piattaforma per la miscela idealistica di Kuga per il nazionalismo e liberalismo, che fu etichettato Nihon-shugi. Kuga scrisse:

«Se una nazione vuole stare tra le grandi potenze e preservare la sua indipendenza nazionale, deve sempre cercare di promuovere il nazionalismo ("kokuminshugi")... Se la cultura di un paese è talmente influenzata da un altro paese da fargli perdere completamente il suo carattere unico, quel paese perderà sicuramente la sua indipendenza.»

 Kuga usò il suo giornale per attaccare sia i conservatori politici che la burocrazia radicata nel governo. Di conseguenza, fu un parafulmine che attirò l'ira dei censori del governo, ma ottenne anche un ampio pubblico di lettori. Tra il 1889 e il 1896, i censori del governo chiusero il giornale trenta volte per un totale di 260 giorni. Gli editoriali di Kuga sulla morale politica influenzarono il professore di legge dell'Università Imperiale di Tokyo Tatsukichi Minobe nello sviluppo della sua controversa teoria politica, in cui postulava che l'Imperatore del Giappone fosse un "organo" di governo, esistente per il benessere del popolo e non come un potere politico assolutamente arbitrario.
Kuga continuò ad essere il presidente e lo scrittore principale del giornale fino a quando si ammalò nel 1906 di tubercolosi.
Kuga si trasferì da Tokyo a Kamakura, ma la sua salute non si riprese e morì nel 1907.